# Дг'яна
Дг'я́на, також дх'яна, дгяна (деванагарі: ध्यान, dhyāna IAST) — сьомий щабель раджа-йоґи, вище від якого тільки самадхі, медитативний стан, в якому медитатор не усвідомлює факт медитації, а тільки факт свого існування та об'єкт медитації.
Дослівно, дг'яна  означає тотальну концентрацію на об'єкті вивчення[джерело?]. Крім того термін дг'яна використовується в інших напрямках індуїзму та в буддизмі.
На ступені дг'яна тіло, дихання, почуття, розум та его йоґа зосереджені на єдиному Всесвітньому Духові. Цей стан свідомості, за твердженнями, неможливо описати, немає жодних інших почуттів, окрім невимовного щастя. Йоґ бачить сяйво у власному серці, він стає сяйвом для себе і для інших.

## Дг'яна в буддизмі
У давніх текстах буддизму дг'яна (палі: jhāna) — вид медитативних досягнень. Також перекладають як зосередження, медитація та споглядання. Зі слів Будди, дг'яни «є слідом Татхаґати», що вочевидь має підкреслити значення цієї практики на шляху до пробудження.
Дослідники раннього буддизму: Веттер, Бронкхорст та Аналайо розглядають практику дг'ян як центральну для медитації раннього буддизму. Буддійська традиція Дзен отримала свою назву від слова дг'яна.
У ПК (палійському каноні) Будда часто обговорює та пояснює природу дг'ян. Цій темі також присвячено багато в пост-канонічній літературі Тхеравади та Махаяни. Практиці дг'яни сприяє анапанасаті — усвідомлене дихання. Дг'яни зазвичай перелічуються у послідовності, з якою практик має опановувати ці стани. 

### Дг'яниз формою
Розрізняють чотири дг'яни з формою (Рупа дг'яни). Інтерпретація станів та значення дг'яни з формою значно відрізняється в залежності від традиції. Це обумовлено багатьма неясностями у ПК, що можуть бути інтерпретовані по різному. Посилаючись на нікаї, дослідник раннього буддизму, Руперт Ґеттін відзначає: "Що саме майбутній медитатор має робити аби перейти від сидіння зі схрещеними ногами до дг'ян та поза ними залишається зовсім неясним." 
Так, залишаються дискусійними питання наявності/відсутності думок (у першій дг'яні), питання блокування чи відкритості органів чуття (чи усвідомлює практик зовнішні подразники), способу входу, а також чи є опанування дг'яни єдиним та необхідним шляхом досягнення Нірвани.
Дослідник раннього буддизму Tse-Fu Kuan, аналізуючи палійський канон тгеравади, абгідгамму та тексти шкіл сарвастівади і саутрантика виводить формулу полишення почуттів у чотирьох дг'янах з формою . Впродовж шляху до четвертої дг'яни, практикуючі послідовно полишають: негативні ментальні почуття, негативні тілесні відчуття, позитивні ментальні почуття, позитивні тілесні відчуття. Як наслідок, здобувається поглиблена незворушнісь та врівноваженісь (upekha).
|          | Полишаються                             | Присутні |
| -------- | --------------------------------------- | --- |
| 1 дг'яна | негативні ментальні почуття (domanassa) | негативні тілесні відчуття (dukha), позитивні тілесні відчуття (sukha), позитивні ментальні почуття (somanassa) |
| 2 дг'яна | негативні тілесні відчуття (dukha)      | позитивні тілесні відчуття (sukha), позитивні ментальні почуття (somanassa)                                     |
| 3 дг'яна | позитивні ментальні почуття (somanassa) | позитивні тілесні відчуття (sukha), ментальне почуття незворушності (upekha)                                    |
| 4 дг'яна | позитивні тілесні відчуття (sukha)      | ментальне та тілесне почуття незворушності (upekha)                                                             |

#### Перша дг'яна
Згідно ПК, вхід у першу дг'яну відбувається внаслідок усамітнення та подолання «невмілих якостей»: 
- жаги приємних відчуттів
- відрази до неприємних
- вагання та сумнівів щодо шляху
- неспокою
- сонливості та апатії

Практикуючі відчувають захоплення (палі: pīti, санскрит: prīti) та задоволення (палі: sukha) як наслідок усамітнення та подолання невмілих якостей. В той же час, присутнє дискурсивне мислення (палі: vitakka-vicara) . В сучасних уявленнях існують розбіжності, щодо інтерпретації терміну vitakka-vicara та наявності думок у першій дг'яні. Згідно позиції ортодоксальної школи Тхеравади, цей термін позначає зусилля щодо спрямування та утримання уваги на об'єкті концентрації, а процес мислення та появи думок припиняється з настанням дг'яни. Частина дослідників вважає, посилаючись на значення vitakka-vicara (як на появу думок та процес мислення у більшості контекстів канону), що думки присутні в певній формі .

#### Друга дг'яна
З подоланням дискурсивного мислення (vitakka-vicara), внутрішнім спокоєм (палі: sampasādana) та інтеграцією свідомості ( cetaso ekodi·bhāvaṃ) виникає концентрація уваги (палі: ekaggatā). Відчуття радості та задоволення внаслідок Самадхі.

#### Третя дг'яна
Зі зникненням почуття радості, встановлюється уважність та зосередження. Залишається більш тонке відчуття тілесного задоволення (sukha). Практик перебуває незворушним та врівноваженим (палі: upekkhā).

#### Четверта дг'яна
Полишивши почуття тілесного задоволення чи незадоволення практик перебуває подолавши відчуття щастя та нещастя. Досягається найвища «врівноваженість та уважність» (upekkhāsatipārisuddhi). Згідно уривку з Магапарініббана сутти   Будда помер перебуваючи у четвертій дг'яні.

### Дг'янибез форми
Розрізняють чотири дг'яни без форми (Арупа дг'яни). Однак палійський канон вживає поняття аятана (палі: āyatana) для позначення цих станів. Термін дг'яна почав застосовуватись щодо цих станів пізніше.
- П'ята дг'яна. Вимір «безмежного простору».
- Шоста дг'яна. Вимір «безмежної свідомості».
- Сьома дг'яна. Вимір «безмежного ніщо».
- Восьма дг'яна. Вимір «ні сприйняття ні несприйняття».